# Palais Saint Sauveur
Il palazzetto dello sport di Saint-Sauveur si trova a Lilla, ed è situato nel quartiere di Lilla Centro. Viene principalmente utilizzato dal Lille Métropole Basket Club.
Costruito nel 1977, inizialmente ospitava gli spettacoli e i concerti .Dal 2005 ospita le partite in casa del Lille Métropole Basket Clubs.
Ha subito la sua prima e completa ristrutturazione nel 2010. Tra i lavori eseguiti : sostituzione delle panchine con sedili singoli, l'illuminazione, l'adeguamento degli standard di sicurezza, e un migliore isolamento sia acustico che termico. Alla fine della ristrutturazione il palazzetto dello sport ha visto incrementare la sua capacità di 2.300 posti a sedere.
Per una settimana all'anno, a marzo, il palazzetto dello sport è la sede del Tennis Open Lille, un torneo internazionale di tennis di categoria Futures 3.
Nel 2013 è stato selezionato per ospitare i Campionati Europei di Basket femminile.